# Anderson County (Tennessee)
Anderson County je okres amerického státu Tennessee založený v roce 1801. Správním střediskem je město Clinton.
Pojmenován je podle Josepha Andersona (1757–1847), senátora za Tennessee.

## Sousední okresy
| Růžice kompasu | Scott County  | Campbell County             | Union County | Růžice kompasu |
| Růžice kompasu | Morgan County | Sever                       |              | Růžice kompasu |
| Růžice kompasu | Morgan County | Anderson County (Tennessee) |              | Růžice kompasu |
| Růžice kompasu | Morgan County | Jih                         |              | Růžice kompasu |
| Růžice kompasu | Roane County  |                             | Knox County  | Růžice kompasu |